# Enrique Suñer Ordóñez
Enrique Suñer Ordóñez (Poza de la Sal, Burgos, 26 de septiembre de 1878-Madrid, 26 de mayo de 1941) fue un médico, catedrático de Pediatra  y escritor español. De ideología monárquica y ultraconservadora, como mostró en Los intelectuales y la tragedia española (1937), ocupó cargos en la Dictadura de Primo de Rivera y en la Dictadura franquista. Fue el primer presidente del Tribunal Nacional de Responsabilidades Políticas y presidente de la Organización Médica Colegial de España.(1937-1941)

## Biografía
Estudió medicina en la Universidad Central, en la que se doctoró, obteniendo por oposición, muy joven, la cátedra de Patología General de la Universidad de Sevilla. También por oposición pasó a ocupar la cátedra de Enfermedades de la Infancia de la Universidad de Valladolid, y en 1921 la cátedra de Pediatría de la Universidad Central de Madrid. 

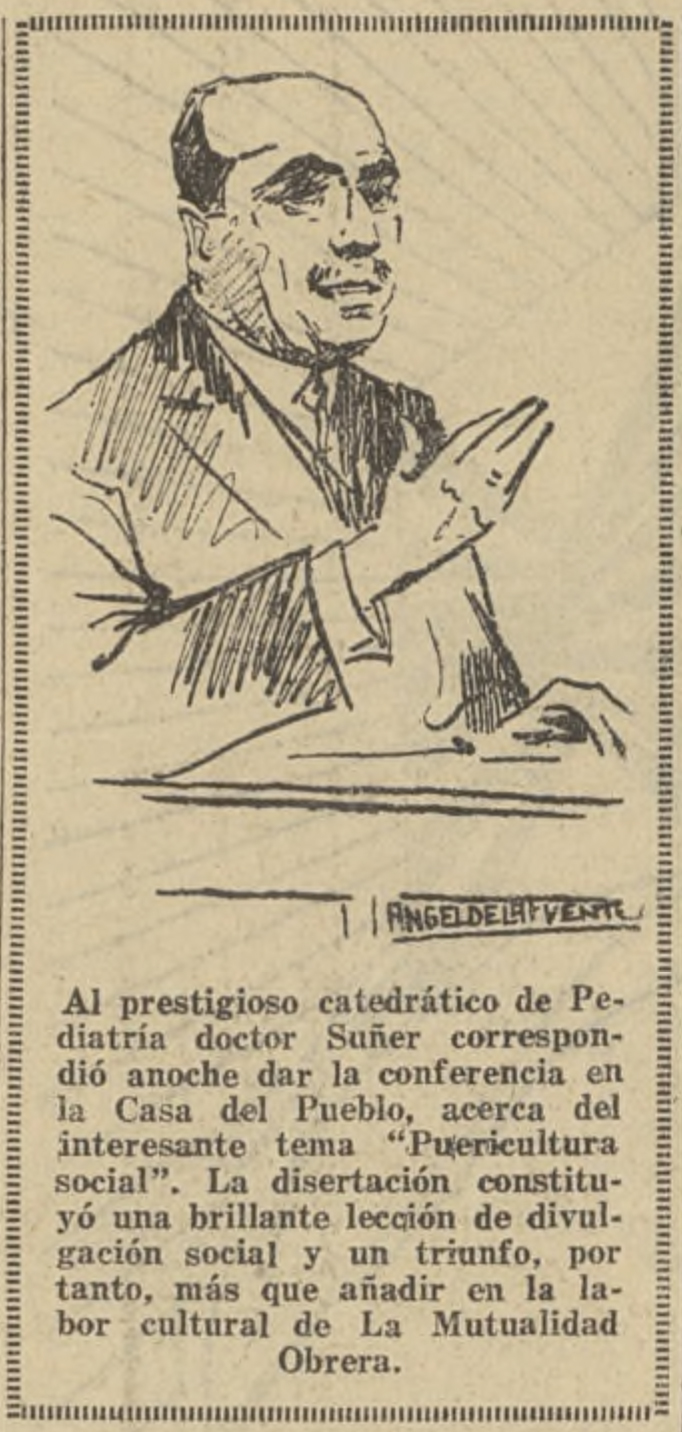
Retrato de Suñer publicado en 1926 en El Liberal

Durante los últimos años de la dictadura de Miguel Primo de Rivera fue nombrado consejero de Instrucción Pública, cesó bajo el gabinete presidido por el general Berenguer, en 1930, al poco de ser nombrado ministro de Instrucción Pública el rector de la Universidad Central, Elías Tormo Monzó, y Manuel García Morente como subsecretario.
Volvió a intervenir Enrique Suñer en la palestra política indignado por los «sucesos de San Carlos» (25 de marzo de 1931), en los días previos a la proclamación de la República, al publicar un artículo titulado «La Puericultura de la Revolución» (El Debate de 27 de marzo, recogido en Los intelectuales..., págs. 149-152), que desencadenó una serie de ataques contra su persona. Hasta la Junta de la Facultad de Medicina y el Colegio de Médicos (inducido por Gregorio Marañón) intervinieron contra Suñer por haber escrito aquel artículo. Fue suspendido de empleo en la cátedra.[cita requerida]
El 24 de abril de 1931 cesó como director de la Escuela Nacional de Puericultura, cargo en el que fue repuesto el 23 de abril de 1935 en cumplimiento de una sentencia del Tribunal Supremo de 21 de febrero de 1935.
Fue colaborador en la revista Acción Española. 
El golpe de Estado de julio de 1936 lo sorprendió en Madrid. Permaneció escondido hasta que pudo huir en avioneta a Francia, re-entrando en España en territorio sublevado, donde se le encomendó el cargo de vicepresidente de la Comisión de Cultura y Enseñanza de la Junta Técnica del Estado, presidida por José María Pemán y que se ocupó de la depuración del profesorado escolar y universitario hasta la creación del Ministerio de Educación Nacional en 1938. Había sido apartado de su cátedra el 21 de julio de 1936 por las autoridades republicanas.
Durante la guerra civil, fue presidente de la Real Academia Nacional de Medicina. Destacado por su antiintelectualismo reaccionario, en Los intelectuales y la tragedia española (1937) culpó de los males de España a los intelectuales, en un ejemplo de «interpretación paranoica y conspirativa de la historia».

### Tribunal Nacional de Responsabilidades Políticas
Tomó posesión del cargo de presidente del Tribunal Nacional de Responsabilidades Políticas el 24 de febrero de 1939. Fue sucedido en diciembre de 1940 por Wenceslao González Oliveros.
En el ámbito de su presidencia de este Tribunal, se reproduce la misiva que remitió al delegado nacional del Servicio para la Recuperación de Documentos, Marcelino Ulibarri solicitando su cooperación en la actividad del tribunal:

La trascendental misión que este Tribunal Nacional (de Responsabilidades Políticas) tiene para la vida futura de España exige la cooperación de todos los buenos patriotas, si es que pretendemos dar feliz cima a nuestra empresa. No se le ocultará a V. E. Que en los amargos y luctuosos acontecimientos transcurridos han tenido un papel preponderante aquellos hombres destacados en la vida cultural, en las profesiones liberales, en la Política, en las Finanzas y hasta en el Arte. Envenenadores por causas no siempre claras y la mayoría de las veces secretas e inconfesables, con sus libros, con sus artículos de Prensa, en sus tertulias, en la Cátedra y en todas partes, fueron fraguando la siniestra labor sugestiva dominadora de los cerebros inferiores, hasta llegar a los de los infrahombres, causantes de tanto crimen, vejación, injusticia, persecución y robo, como han tenido lugar en España.

Es preciso que, por espíritu de justicia y para evitar las consecuencias de una nueva infiltración en los puestos directivos y de mando, desde los cuales volverían a labrar la ruina de la Patria, sean desenmascarados estos agentes del Mal. De V. E., así como del Organismo que dirige, dependerá en gran parte que esta perspectiva no se realice. Para ello es necesario que V. E. dirija a esta Presidencia, lista de los nombres nefastos, de aquellos valores culminantes que por su importancia social resultan los más temibles. Al margen de cada uno convendrá se indique las actuaciones nocivas de tales personas y, cuando le sea posible, las pruebas documentales o testificales de solvencia. A veces un dato, una reseña gráfica, un recorte periodístico o una fotografía pueden tener valor decisivo para el juicio. En la seguridad de que V. E., así como los dignos miembros de esa Corporación no sentirán debilidad alguna en el propósito de cooperar cuidadosamente a esta vital labor salvadora de la Patria, le queda de antemano reconocido, en nombre de este Alto Tribunal, quien suscribe al presente documento. Dios guarde a V. E. muchos años. San Sebastián, 14 de agosto de 1939. Año de Victoria. El Presidente Enrique Suñer.

También en su obra Los intelectuales y la tragedia española consideró a los maestros, a los profesores y a los intelectuales como «los máximos responsables de tantos dolores y tantas desdichas» como autores de una «infernal labor antipatriótica que pretendía desarraigar del alma española la fe de Cristo y el amor a nuestras glorias nacionales».
Terminada la guerra civil, recuperó la cátedra que le había sido arrebatada por las autoridades de la República en 1936, y pasó a dirigir el Instituto Cajal, la Asamblea Suprema de la Cruz Roja Española, el Consejo General de Colegios Oficiales de Médicos de España, y la Escuela Nacional de Puericultura, que logró reconstruir y devolver a su actividad.

## Obras
Publicó numerosos trabajos de su especialidad médica:
- Localización y funciones de los centros ópticos en el hombres. Madrid: Imp. de Ricardo Rojas, 1901.
- Lecciones elementales de patología general. Madrid: Imprenta de Ricardo Rojas, 1902.
- Fundamentos del tratamiento dietético en los nefríticos. Discurso de recepción en la Real Academia de Medicina de Valladolid. Valladolid: Imprenta y Librería Nacional y Extranjera de Andrés Martín, 1908.
- Curso de medicina infantil. Madrid: Imprenta R. Álvarez, 1909.
- Relaciones entre el CRUP y la bronco-pneumonía en los niños. Conferencia dada el sábado 18 de noviembre de 1916 en la Real Academia de Medicina de Madrid. Valladolid: Tipografía Cuesta, 1916.—¿Otra ed., Madrid, 1917?
- Enfermedades de la infancia. Doctrina y clínica. Valladolid:  : Talleres Tipográficos Cuesta, 1918, 3 vols.—2ª ed., Madrid: Calpe, 1921.
- Apuntes sobre cuestiones éticas con algunas consideraciones de carácter biológico. Discurso de inauguración del curso 1919 a 1920. Universidad de Valladolid, 1919.
- La salud del niño. Madrid: Ediciones Fax, 1920.
- Notas médico-psicológicas sobre educación infantil. Discurso de ingreso en la Real Academia de Medicina. Contesta: D. Tomás Maestre. Madrid: Tip. Velasco, 1928.
- La crianza del niño. Seis lecciones de puericultura dadas en el Centro de Cultura Femenina de San Sebastián en 1938. San Sebastián: Editorial Española, 1939.
- La nutrición del lactante. Fisiología y Clínica. Medicina de la Infancia. Madrid: Sociedad Anónima Española de Traductores y Autores, 1941. (Hubo ediciones anteriores de los años 193x, de Ediciones Fax).

Otro tipo de publicaciones:
- Fundamentos de la moral (Discurso de inauguración del curso 1919-20 de la Universidad Valladolid). Valladolid: Imp. Cuesta, 1920.
- Prólogo al libro de Anselmo González: Nacimiento y evolución de la inteligencia. Formad el espíritu de vuestros hijos. Madrid: Aguilar, 1930.
- Los intelectuales y la Tragedia Española. Burgos: Editorial Española, 1937. 2ª ed., San Sebastián: Editorial Española, 1938.[12]
- Notas para el estudio de la personalidad de Ramón y Cajal. (Discurso de la sesión inaugural del curso 1941, Instituto de España). Madrid: Imp. Cosano, 1941.
- El aprendiz de médico. Madrid: EMS, 1941.